# Nationalpark Dajti
Der Nationalpark Dajti (albanisch Parku Kombëtar Dajti) ist ein Nationalpark in Mittelalbanien östlich der Hauptstadt Tirana. Er umfasst heute einen Großteil des abgelegenen Hinterlands des Kreises Tirana im Skanderbeggebirge. Seine Fläche beträgt 29.216,9 Hektar. Neben der nur wenige berührten Gebirgslandschaft gelten einige 200 Jahre alte Buchen als besondere Attraktion.

## Geschichte
2006 wurde das Gebiet des Nationalparks drastisch von den bereits seit 1966 unter Schutz stehenden 3.300 Hektar um die Berge Dajti und Priska auf 29.216,9 Hektar erweitert. Er umfasst jetzt Bergland von nördlich des Bovilla-Reservoirs bis zur Erzen-Schlucht im Süden und dem Mali me Gropa im Osten, wo in verstreuten Dörfern noch einige Tausend Menschen leben. Die besonders geschützte Kernzone ist über 9.000 Hektar groß.
Seit 2018 ist die neue Schnellstraße Rruga e Arbërit im Bau, die nördlich des Dajtis den Park von West nach Ost quert.

## Landschaft, Fauna und Flora
Der Park schützt eine nur spärlich veränderte, aber nicht unbewohnte Gebirgslandschaft. Sie wird auch genutzt für die Trinkwasserversorgung der Hauptstadtregion (Bovilla-Reservoir, Wasserkraftwerk Lanabregas).  
Neben den Wäldern und der schönen Berglandschaft mit vielen Wildblumen gilt der Schutz auch zahlreichen Säugetieren: Im Park sollen Wildschweine, Wölfe, Füchse, Hasen, Braunbären und Wildkatzen leben. Im unteren Teil des Berges ist die Vegetation durch Macchia bestimmt mit viel Heidekraut, Myrte und Erdbeerstauden. Rund um 1000 Meter Höhe liegt eine Zone mit Eichenwald. Darüber folgt Buchenwald mit einigen Nadelbäumen. Auf der felsigen Spitze des Dajti gibt es fast keine Vegetation.
Im Jahr 2020 war im Park die neue Nationalstraße Rruga e Arbërit im Bau.

## Freizeit
Das Besucherzentrum und die meisten Freizeitangebote liegen in der Kernzone am Westhang des Dajti-Berges. Rund um die Fusha e Dajtit, wo früher ein Feriencamp war, gibt es heute zahlreiche Restaurants. Von dieser kleinen Ebene aus hat man eine hervorragende Aussicht auf Tirana und die Ebene, weshalb sie auch Balkon von Tirana genannt wird. 
Die Fusha e Dajtit kann über eine enge Bergstraße erreicht werden. Seit Juni 2005 können Ausflügler auch mit einer Gondelbahn vom östlichen Stadtrand von Tirana heraufschweben. Diese erste Seilbahn Albaniens für den Transport von Touristen wurde von einer österreichischen Firma gebaut und ist laut Eigenwerbung die längste des Balkans. 
Der Dajti eignet sich gut für Wanderungen. Der Gipfel hingegen darf als militärisches Sperrgebiet nicht bestiegen werden.